# Chłopiec w walizce
Chłopiec w walizce (dun. Drengen i kufferten) – powieść kryminalna wydana w roku 2008, autorstwa duńskich pisarek – Lene Kaberbøl i Agnete Friis. 

## Nagrody
Została duńskim kryminałem roku, a także była nominowana do nagrody literackiej Szklanego Klucza. Trafiła też na listę bestsellerów gazety New York Times (2011).

## Treść
Nina Borg – pielęgniarka pracująca dla Czerwonego Krzyża otrzymuje prośbę od przyjaciółki, Karin. Ma odebrać z dworcowej przechowalni (skrzynki) pewną przesyłkę. Okazuje się nią duża walizka, w której Nina odnajduje 3-letniego, wycieńczonego chłopca. Nie wie z jakiego kraju pochodzi, ani w jaki sposób tam trafił. Tymczasem Karin znika. 
Powieść porusza problematykę handlu dziećmi, zarówno z krajów azjatyckich, jak i szeroko rozumianej Europy Wschodniej i krajów bałtyckich.